# Верхний Магазь
Ве́рхний Мага́зь (чув. Тури Макаҫ) — деревня в Чебоксарском районе Чувашской Республики. Входит в состав Атлашевского сельского поселения.

## География
Находится в северной части Чувашии на расстоянии приблизительно 11 км на восток по прямой от районного центра поселка Кугеси.

## История
Известна с 1897 года как околоток деревни Булатова (ныне не существует) с 106 жителями. В 1926 году учтено 27 дворов, 138 жителей, в 1939—274 жителя, в 1979—167. В 2002 году 57 дворов, 2010 — 49 домохозяйств. В период коллективизации был организован колхоз «Малалла» (Вперёд), в 2010 году действовал СХК «Атлашевский».

## Население
Постоянное население составляло 151 человек (чуваши 93 %) в 2002 году, 112 в 2010.